# Platysenta subaurata
Platysenta subaurata är en fjärilsart som beskrevs av Walker 1865. Platysenta subaurata ingår i släktet Platysenta och familjen nattflyn. Inga underarter finns listade i Catalogue of Life.